# Marcos de Quinto Romero
Marcos de Quinto Romero (Madrid, 26 d'agost de 1958) és un executiu especialista en màrqueting i polític espanyol. Vicepresident de The Coca-Cola Company entre 2015 i 2017, des de 2019 és diputat de la xiii legislatura del Congrés dels Diputats espanyol dins del Grup Parlamentari de Ciutadans.

## Biografia
Nascut el 26 d'agost de 1958 a Madrid, va estudiar al exclusiu Colegio Estilo de la capital espanyola. Llicenciat en Economia per la Universitat Complutense de Madrid (UCM) va obtenir un MBA al Instituto de Empresa. Va entrar a treballar en Coca-Cola en 1982, exercint com a president de Coca-Cola Iberia durant 14 anys i també com a vicepresident de la divisió europea. Posteriorment, va exercir de vicepresident a nivell mundial de The Coca-Cola Company entre 2015 i 2017, quan va anunciar la seva sortida de la multinacional, posant fi a una trajectòria de 35 anys. Va entrar llavors al consell d'administració de Telepizza, on va romandre un any, fins a 2018.
El 17 de juny de 2013, el Jutjat de Primera Instància 97 de Madrid va condemnar Iniciativas Qvintvs SL —100% propietat de Marcos de Quinto— a abonar 205.600 € —després rebaixats a 180.484 € per l'Audiència Provincial— per intentar saltar-se un contracte de compra de 2006 d'un xalet al municipi conquenc d'Arcas.
El març de 2019 es va fer públic el seu fitxatge pel partit Ciutadans-Partit de la Ciutadania (Cs) per presentar-se de número 2 de la llista per Madrid al Congrés dels Diputats encapçalada per Albert Rivera de cara a les eleccions generals d'abril de 2019.
Elegit diputat de la xiii legislatura, va declarar al Congrés un patrimoni personal de 47,7 milions d'euros.
El 24 de juny es va anunciar la seva entrada al Comité Executiu de Cs, en substitució de Toni Roldán, que va presentar la seva dimissió després de la deriva dretana i de l'acostament del partit a Vox.

## Posicions
Actiu en Twitter, s'ha mostrat corrosiu contra els sindicats en aquesta xarxa social. Crític també amb Ignasi Guardans, li va advertir a aquest el 18 de juny de 2019 que «quan gentussa com tu m'insulta, obro una ampolla de Quinta do Vale Meao, [sic] em serveixo una copa, i penso com d'afortunat sóc per no assemblar-me a tu».